# Château de Varennes
Pour les articles homonymes, voir Château de Varennes (Rhône-Alpes) et Château de Varennes (Savennières).
Le château de Varennes est situé sur la commune de Charette-Varennes en Saône-et-Loire, à la lisière sud du bourg de Varennes.
Le château, propriété privée, ne se visite pas.

## Historique
La seigneurie de Varennes-sur-le-Doubs appartenait au XIIIe siècle à la maison de Vienne, qui la vendit en 1291 aux ducs de Bourgogne. Elle passa en 1543 à Elyon de Mailly, seigneur d'Arc-sur-Tille, Charette et Terrans, puis, après divers propriétaires au cours du XVIIe siècle, à Claude de Ragot, seigneur d'Epoisses. Gabrielle de Fourcy, épouse du comte de Mainville, brigadier des armées du roi, la vendit avec la châtellenie de Frontenard et la seigneurie de la Motte-Frontenard, en 1729, à Jean-François de Truchis, seigneur de Terrans, dont la famille possédait déjà des terres à Varennes depuis 1607-1610. Depuis lors, elle est restée dans la branche ainée de cette famille.
Du château féodal, qui, chose rare en Bourgogne, était protégé par une triple enceinte de fossés particulièrement étendue, une tour encore mentionnée par Claude Courtépée subsista jusqu'à la fin du XVIIIe siècle. Un château, peu important et habité rarement, avait été construit non loin de l'ancien donjon, à un emplacement d'où la vue s'étend au-delà de la vallée du Doubs jusqu'aux monts de la Côte-d'Or et du Jura.
Le 8 juin 2021, l'édifice est partiellement inscrit au titre des monuments historiques,.

## Architecture
Claude-François-Charles de Truchis, né à Dole en 1765 hérita de la terre de Varennes. Il y trouva les traces caractéristiques d'une motte féodale disparue et de sa basse-cour. S'y trouvait également un premier château datant de 1730 mais dont malheureusement aucune représentation n'a été retrouvée même si les principaux éléments des bâtisses sont bien lisibles sur le plan du domaine de 1790, lequel plan est encore conservé dans les archives du château. De retour d'immigration quand il quitta l'armée de Condé, il restaura le château et l'agrandit puis y ajouta la ferme et les écuries. Les travaux d'agrandissement commencèrent donc en 1809 et se poursuivirent jusqu'en 1829.
Son fils, Guillaume, après avoir servi aux mousquetaires noirs de la garde du roi se fixa à Varennes lors de son mariage et fit retracer un vaste parc qui entoure le château. Il en termina la construction par le côté Nord, toute la façade Ouest, le grand escalier, le billard et le salon. C'est un architecte local, originaire du bourg de Charette, Fondet, qui donna les plans.
Guillaume eut un petit-fils, Stanislas de Truchis, né en 1857 qui héritera du château. Il y fit des réparations importantes et réaménagera complètement l'intérieur ; en outre, il reconstitua tout le domaine foncier de Varennes. Stanislas de Truchis terminera le programme d'architecture par la construction d'une chapelle, très proche de la façade Est du château. Les fondations de cette chapelle dédiée au Saint Sacrement et à saint Maurice, commencèrent en 1913 et l'inauguration intervient le 24 novembre 1923. L'architecte était Adolphe Prost, de Dijon, élève de Suisse. L'architecte imposa dans ce projet le souhait de reproduire et d'intégrer l'art roman bourguignon (en particulier clunisien) ainsi que l'architecture et l'art décoratif des premiers temps du christianisme.
La famille de Truchis possède également les châteaux de Terrans et de Lays-sur-le-Doubs, à proximité immédiate de celui de Varennes.

## Armoiries
Truchis : les armoiries montrent un casque de profil orné de panaches et d’un lion brandissant une épée, le tout surmontant un écu d'azur à un pin d'or, soutenu par deux lions de même affrontés ; sur la bannière, flotte la devise VIRTUTE ET VIRIBUS.

Armoiries de la famille de Truchis.